# Bahá'u'lláh
Bahá'u'lláh, vlastním jménem Mírzá Husajn 'Alí (12. listopadu 1817 – 29. května 1892) je zakladatel Bahá'í víry. Prohlásil, že je mesiášskou postavou očekávanou bábismem a šajchismem, že naplňuje eschatologická očekávání islámu i křesťanství a v širším smyslu, že je projevem Boha.
Bahá'u'lláh se narodil v Teheránu. V roce 1845 se stal žákem Bába. Tři roky poté, co byl Báb popraven, byl Bahá'u'lláh vyhoštěn do Bagdádu (tehdy Osmanská říše), kde se v roce 1863 prohlásil za posla Božího, kterého ohlašoval Báb. Toto zjevení obdržel během vize Nebeské panny, kterou měl mít ve vězení Síjáh-Chál v Teheránu. Byl poté vyhoštěn do Edirne a nakonec do vězeňského města Akko (dnešní Izrael), kde zemřel. V exilu strávil přes čtyřicet let. Napsal mnoho náboženských děl, především pak Kitab-i-Aqdas, Kitab-i-Íqán a Skrytá slova. Tyto spisy tvoří základ svatých textů náboženství Bahá'í.
Hlásal nutnost duchovního sjednocení celé planety prostřednictvím vyhlazení národního vědomí. Žádal ustavit světový tribunál, který by rozhodoval o sporech mezi národy, jednotný systém vah a univerzální jazyk, kterým by mohli mluvit všichni lidé na zemi. Bahá'u'lláh také učil, že manifestace Boží (jako je on sám) se objevují každých tisíc let. Jméno Bahá'u'lláh, jež přijal, znamená "Sláva Boha".
Jeho synem byl 'Abdu'l-Bahá. Byl jmenován jeho nástupcem.